# Monda
Monda – gmina w Hiszpanii, w prowincji Malaga, w Andaluzji, o powierzchni 57,66 km². W 2011 roku gmina liczyła 2523 mieszkańców.